# Evangelische Kirche Isselhorst

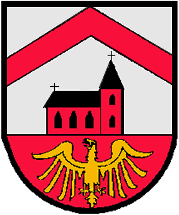
Das stilisierte Kirchengebäude im Wappen von Isselhorst weist den Ort als Mittelpunkt des Kirchspiels Isselhorst aus.

Die Evangelische Kirche Isselhorst ist eine neugotische, kreuzförmige Hallenkirche im Gütersloher Ortsteil Isselhorst. Sie wurde von 1879 bis 1881 vom Wiedenbrücker Maurermeister Georg Eustermann nach einem Entwurf des Architekten Heinrich Hutze aus Barkhausen unter Beibehaltung des gotischen Kirchturmes errichtet, der Kirchen in ähnlicher Größe in Hartum, Kleinenbremen, Lerbeck, Holzwickede und Barkhausen sowie den Bismarckturm auf dem Jakobsberg in Porta Westfalica entwarf.
Der Kirchenbau mit seinen drei Chören, hölzernen Emporen und schlanken Rundstützen gilt als frühes Beispiel eines Typs, der ab den 1890er Jahren in Ostwestfalen weite Verbreitung fand. Die Kirche und ihre Ausstattung stehen seit 1984 unter Denkmalschutz; auf der Liste der Baudenkmäler in Gütersloh trägt sie die Denkmalnummer A 068. Das Bauwerk ist in stilisierter Form Bestandteil des Wappens von Isselhorst.

## Der Vorgängerbau
Die erste urkundliche Erwähnung eines Gotteshauses in Isselhorst stammt vom Münsteraner Bischof, der in einer undatierten Urkunde bestätigt, dass sein Vorgänger die der Heiligen Margareta geweihten Kirche zu Isselhorst dem Kloster Marienfeld geschenkt habe. Da das Kloster 1185 gegründet wurde, nehmen Historiker das Jahr 1150 als Entstehungszeit für den Vorgängerbau der heutigen Kirche an. Das romanische Gebäude wurde im 13. Jahrhundert in einigen Bereichen mit gotischen Stilelementen versehen. Nach der Reformation wurde das Kirchspiel Isselhorst um 1570 evangelisch und schloss sich den ravensbergischen Gemeinden unter der Superintendentur Ravensberg mit Sitz in Bielefeld an. Dennoch blieb der Abt von Marienfeld Patron, der über die Einsetzung der Pfarrer bestimmte und dafür eine Gebühr erhob.

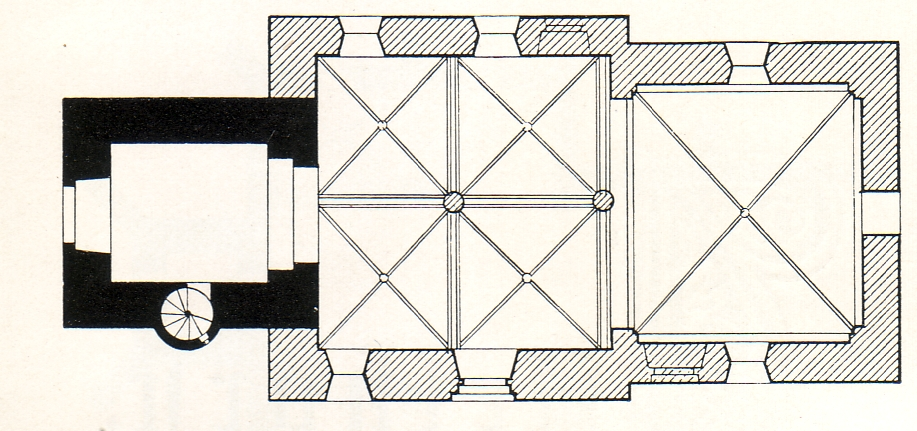
Grundriss der alten Kirche vor 1879
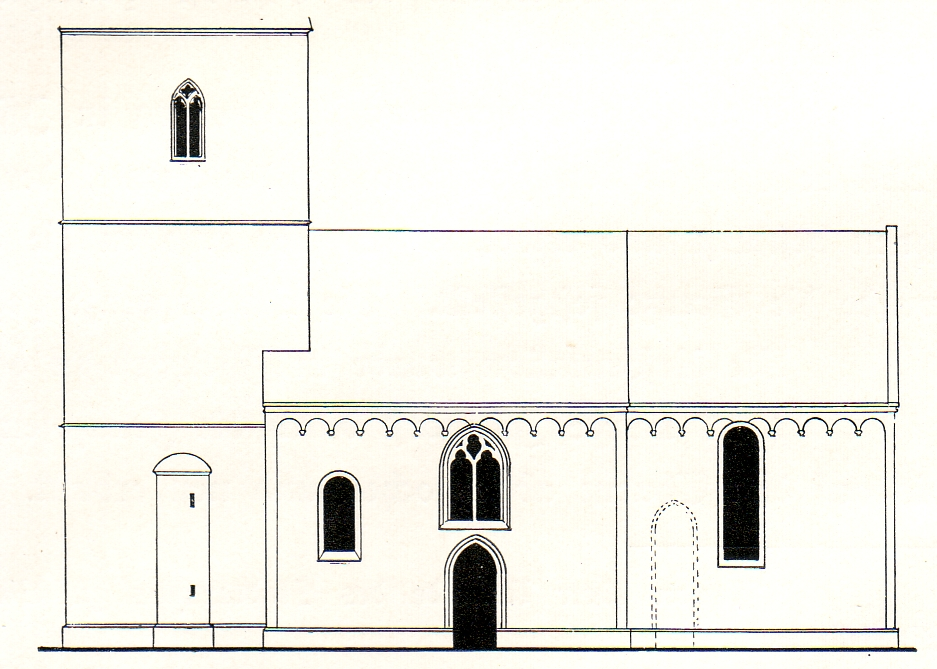
Südseite der alten Kirche
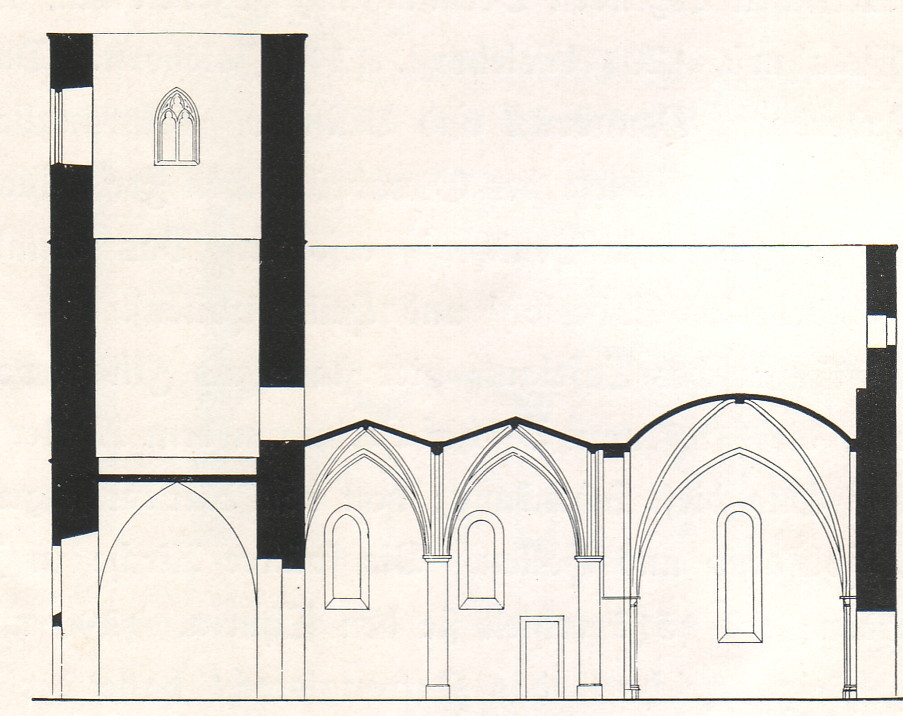
Längsschnitt der alten Kirche

## Abriss und Neubau
Der Kirchenbau erfolgte unweit der Flussbettes der Lutter, so dass der Untergrund relativ feucht und morastig war. Über die Jahrhunderte senkten sich die Grundmauern derart ab, dass das Gebäude baufällig wurde und 1879 abgerissen werden musste. Für die relativ arme Kirchengemeinde war dies eine Katastrophe, weil ein Kirchenneubau aus eigenen Mitteln nicht zu finanzieren war. Es galt, eine Summe von 50.280 Mark, im heutigen Wert etwa 2 Millionen Euro, aufzubringen, und das allein für das Gebäude und das Kirchengestühl, ohne die Inneneinrichtung.
Dies gelang schließlich über Spenden: So flossen die Einnahmen einer Sonntagskollekte in den westfälischen Gottesdiensten in den Aufbau der Isselhorster Kirche. Zudem zogen einige Gemeindemitglieder Spenden sammelnd durch Westfalen. Die Spendenbücher, in denen vermerkt wurde, wer wann wie viel gab, sind bis heute erhalten. Einige wohlhabende Isselhorster wie der Schnapsfabrikant Elmendorf spendeten größere Summen. Außerdem verkaufte die Gemeinde die Kirchenbänke an die Gemeindemitglieder, die dafür ein Metallschildchen mit ihrem Familiennamen an ihrem Platz anbringen durften. Diese Praxis wurde damals durchaus kritisiert (besonders heftig von den Sozialdemokraten im Ort – in Isselhorst lebten Arbeiter aus den Textilbetrieben Güterslohs und Bielefelds), aber von der Gemeinde als notwendiger Schritt zur Finanzierung angesehen. Die Schilder sind heute alle an einer Bank angebracht, die in der Sakristei aufbewahrt wird.
Die neue Kirche wurde am 1. Juni 1881 geweiht.

## Der Turm

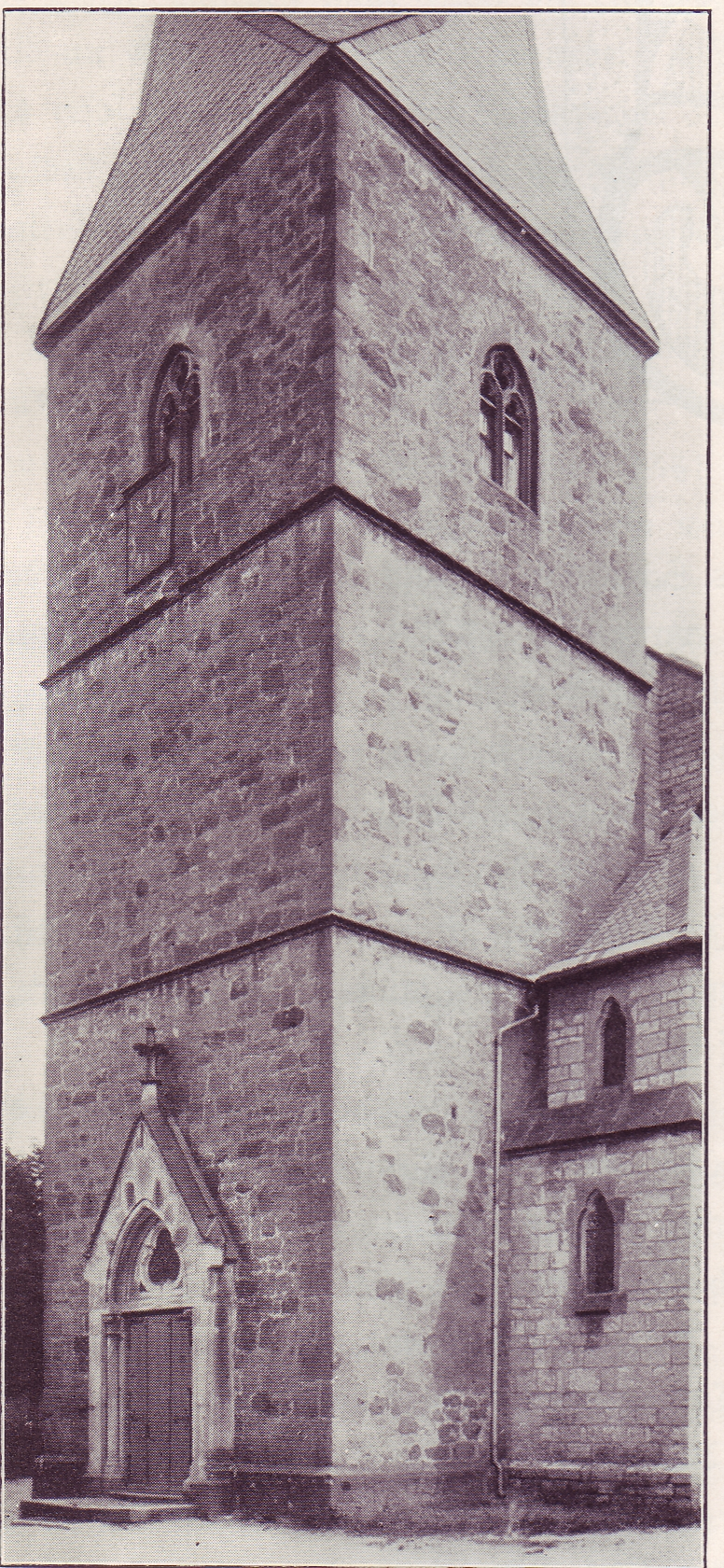
Der Kirchturm im Jahre 1906. Die heute zu sehenden Uhrengauben am Turmhelm sind noch nicht vorhanden.

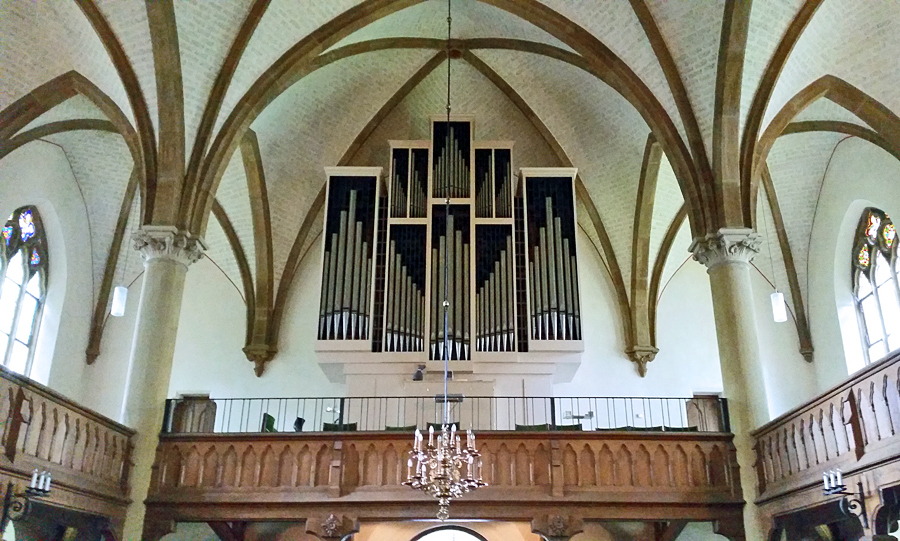
Die Kleuker-Orgel

Beim Abriss der Vorgängerkirche blieb der 45,43 m hohe Westturm erhalten. Dendrochronologische Untersuchungen datieren das Holz, aus dem er erbaut wurde, auf 1545. Seine Konstruktion gilt als bemerkenswert: Der Turmhelm wird im Inneren von einem Holzkranz getragen, der wie ein Weihnachtsbaum in die Höhe ragt. In dem fast 500 Jahre alten Holz steckt kein einziger Nagel, die Holzbalken sind ineinandergesteckt und verzapft. Die Mauern sind im unteren Bereich ca. 1,5 m dick und laufen bis zur Mitte, wo die Holzkonstruktion beginnt, auf 1 m Breite zu. Die Uhr und die Uhrengauben stammen von 1909, ein älteres Zifferblatt ist im Heimatmuseum Isselhorst ausgestellt.
In Höhe der Schallfenster hängen drei Glocken von 1922 (die zuvor vorhandenen Bronzeglocken wurden 1917 für Kriegszwecke eingeschmolzen). Sie tragen die Aufschriften „Glaube“, „Liebe“ und „Hoffnung“, sind 2,4 t, 2 t und 600 kg schwer und läuten in den Tönen h, d und e.
Der Turm wurde zuletzt 2007 saniert.

## Die Ausstattung
Aus dem abgerissenen Vorgängerbau wurden einige Gegenstände und die Fußbodenplatten in den Seitenschiffen übernommen. Ältestes und wertvollstes Stück im Inneren der Kirche ist der rechte Flügel des so genannten Isselhorster Altars, der um 1400 entstand und um 1420 nach Isselhorst kam. Seine Vorderseite zeigt in einer Übermalung aus dem 17. Jahrhundert die Grablegung, auf der Rückseite ist die Geißelung Christi zu sehen. Der Flügel ist in der Taufkapelle zu bewundern, der linke Flügel und das Mittelstück stehen im LWL-Landesmuseum für Kunst und Kulturgeschichte in Münster. Kopien stehen, für Besucher außerhalb von Führungen nicht einsehbar, in der Sakristei.
Eine Besonderheit ist die malerische Ausgestaltung der Chorraum-Wand, die optisch mit Tüchern verhangene Durchgänge „vorspiegelt“. Schon mit wenig räumlichem Abstand sehen die aufgemalten Textilien sehr realistisch aus. Erinnern soll das Motiv an die Praxis im Tempel von Jerusalem, das Allerheiligste mit einem Vorhang abzuhängen und räumlich zu trennen. Eine solche Darstellung ist recht selten und für einen Kirchenbau in der ostwestfälischen Provinz sehr bemerkenswert. Die Malereien wurden allerdings später weiß übertüncht und erst bei der Renovierung 1993 rekonstruiert.
In der Taufkapelle steht außerdem ein massiver Taufstein von 1970. Der gespendete Stein wird heute nur noch selten genutzt, da er sehr hoch und breit ist und daher ein Kind bei der Taufe nur schwer über ihm zu halten ist. So ist der passend zum Altar gefertigte Taufstein von 1871 „reaktiviert“ worden.
Über dem alten Taufstein befindet sich seit 1948 eine Holzfigur des Malers und Bildhauers Wilhelm Wrobel (1900–1961), die Jesus als guten Hirten und – symbolisiert durch Totenschädel und Schlange am Fuß der Figur – als Überwinder des Todes und des Bösen zeigt. Die Figur wurde 1946/47 von der Gemeinde in Auftrag gegeben, das Holz von einem Isselhorster Landwirt gespendet.
Ins Auge fallen zwei barocke Kronleuchter, die 1685/1686 gestiftet wurden. Ein weiterer, besonders opulenter Leuchter ist ein 1994 hergestellter Nachbau eines 18-armigen Leuchters, der zuvor als Leihgabe der Gemeinde Heepen in Isselhorst hing. Seine 36 Kerzen werden nur an besonderen Festtagen (Ostern, Pfingsten, Weihnachten und gemeindeinterne Festtage) angezündet.
Die ursprüngliche Orgel, deren Pfeifen aus Holz waren, genügte 1971 nicht mehr den Ansprüchen der Gemeinde und wurde durch eine Orgel der Brackweder Firma Detlef Kleuker ersetzt. Die Orgel mit 25 Registern wurde 1996 überholt und neu intoniert. Die Isselhorster Kirche besitzt eine sehr gute Akustik und wurde mehrfach für Schallplatten- und CD-Aufnahmen genutzt.
Die Wangen der Kirchenbänke besitzen seit einer Renovierung im Jahr 1938 Zunftzeichen einzelner Stände und Berufe.
Auf dem Mittelfenster im Chorhaus ist Christus mit der Siegesfahne sowie Maria Magdalena dargestellt. Die Fenster im Langhaus zeigen die vier Evangelisten mit ihren Attributen, die Fenster im Querhaus Elias sowie Mose mit den Tafeln der Zehn Gebote.
Im Innenraum des Turms ist seit 1971 eine Gedenkstätte zur Erinnerung an die Opfer des Ersten und Zweiten Weltkriegs eingerichtet. Im Zuge der Umgestaltung ersetzte man das neugotische Portal durch eine modern anmutende Tür mit Bronzetafeln.

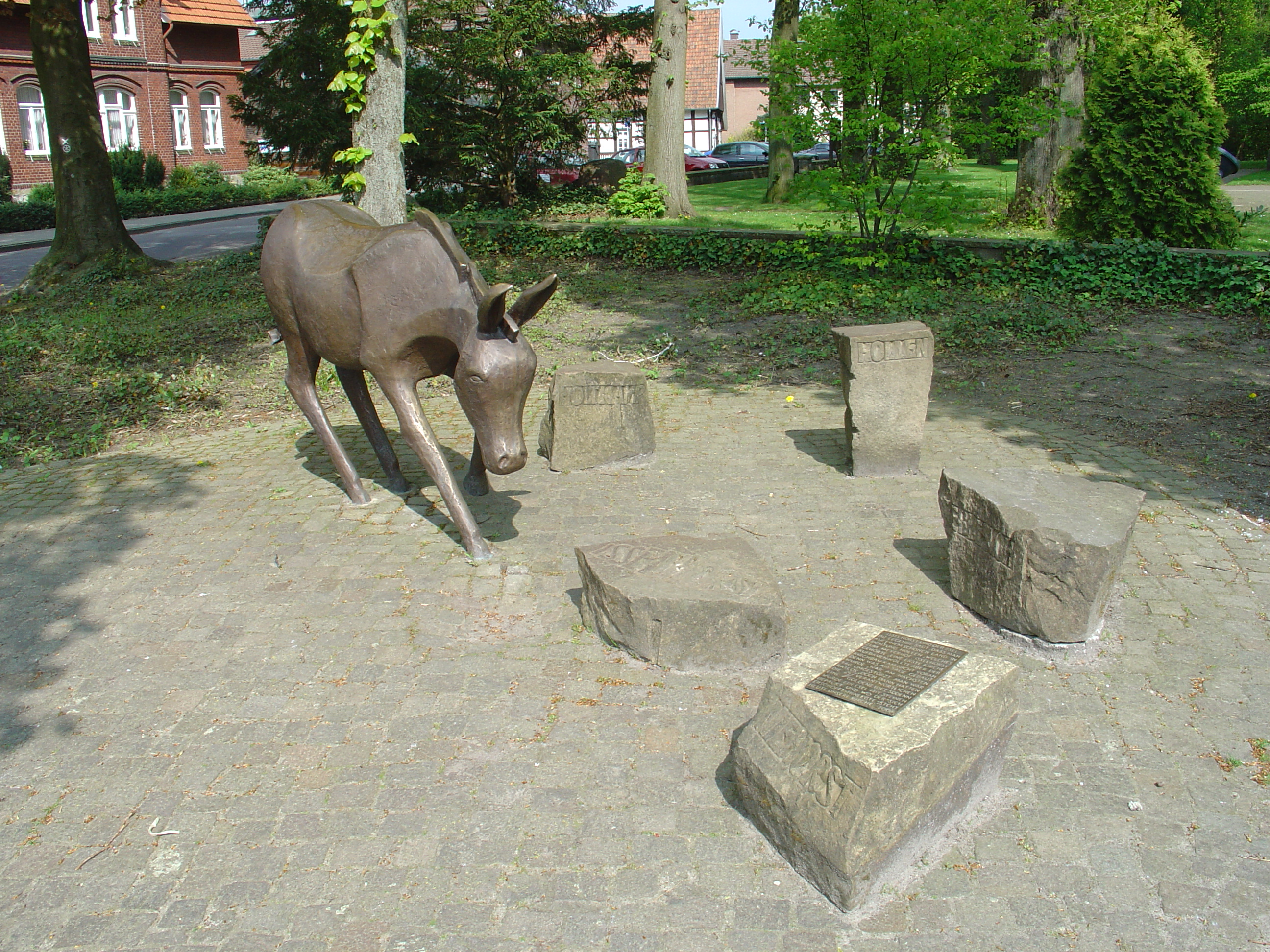
Der Esel mit den fünf Steinen vor der Isselhorster Kirche

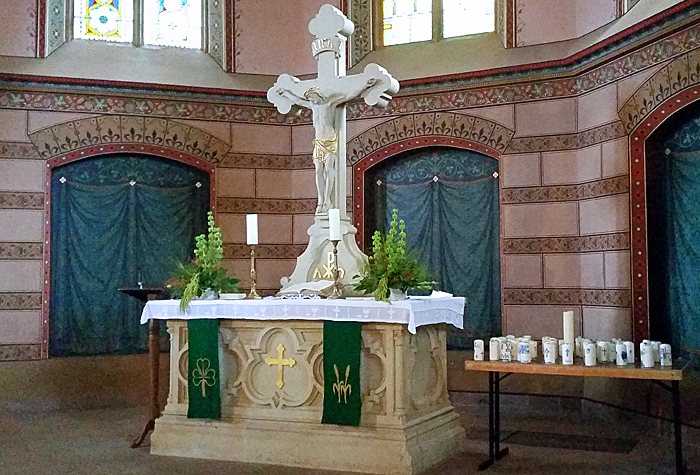
Der Altar

## Esellegende von Isselhorst
Vor der Kirche steht seit 2004 ein Denkmal, das einen Esel zeigt, der von fünf Steinen umgeben ist. Der Legende nach wurde Isselhorst gegründet, indem Siedler einen mit Steinen bepackten Esel laufen ließen und beschlossen, an dem Ort, wo sich der Esel zuerst hinlegen würde, eine Kirche zu errichten. Tatsache ist allerdings, dass die Keimzelle Isselhorsts der benachbarte Meierhof ist und die Kirche 100 Jahre nach dessen Errichtung als „Hofkirche“ in seine Nähe und damit seinen Schutz gebaut wurde. Die fünf Steine stehen für die fünf Ortschaften des Kirchspiels: Isselhorst, Niehorst, Ebbesloh, Hollen und Holtkamp.